# بورس بلغارستان
بورس بلغارستان (بلغاری: Българска фондова борса) بازار بورس اوراق بهادار بلغارستان است، که در سال ۱۹۹۱ تأسیس شد.